# Hydraecia trilinea
Hydraecia trilinea är en fjärilsart som beskrevs av Hoffmeyer 1958. Hydraecia trilinea ingår i släktet Hydraecia och familjen nattflyn. Inga underarter finns listade i Catalogue of Life.